# Notocochlis
Genre
Synonymes
- Natica (Notocochlis)[1]

Notocochlis est un genre de mollusques gastéropodes de la famille des Naticidae.

## Liste des espèces
Selon World Register of Marine Species (19 janvier 2021) :
- Notocochlis antoni (Philippi, 1851)
- Notocochlis cernica (Jousseaume, 1874)
- Notocochlis chemnitzii (L. Pfeiffer, 1840)
- Notocochlis dillwynii (Payraudeau, 1826)
- Notocochlis gualtieriana (Récluz, 1844)
- Notocochlis guesti (Harasewych & Jensen, 1984)
- Notocochlis insularum (Watson, 1886)
- Notocochlis isabelleana (d'Orbigny, 1840)
- Notocochlis laurae Costa & Pastorino, 2012
- Notocochlis tranquilla (Melvill & Standen, 1901)
- Notocochlis venustula (Philippi, 1851)

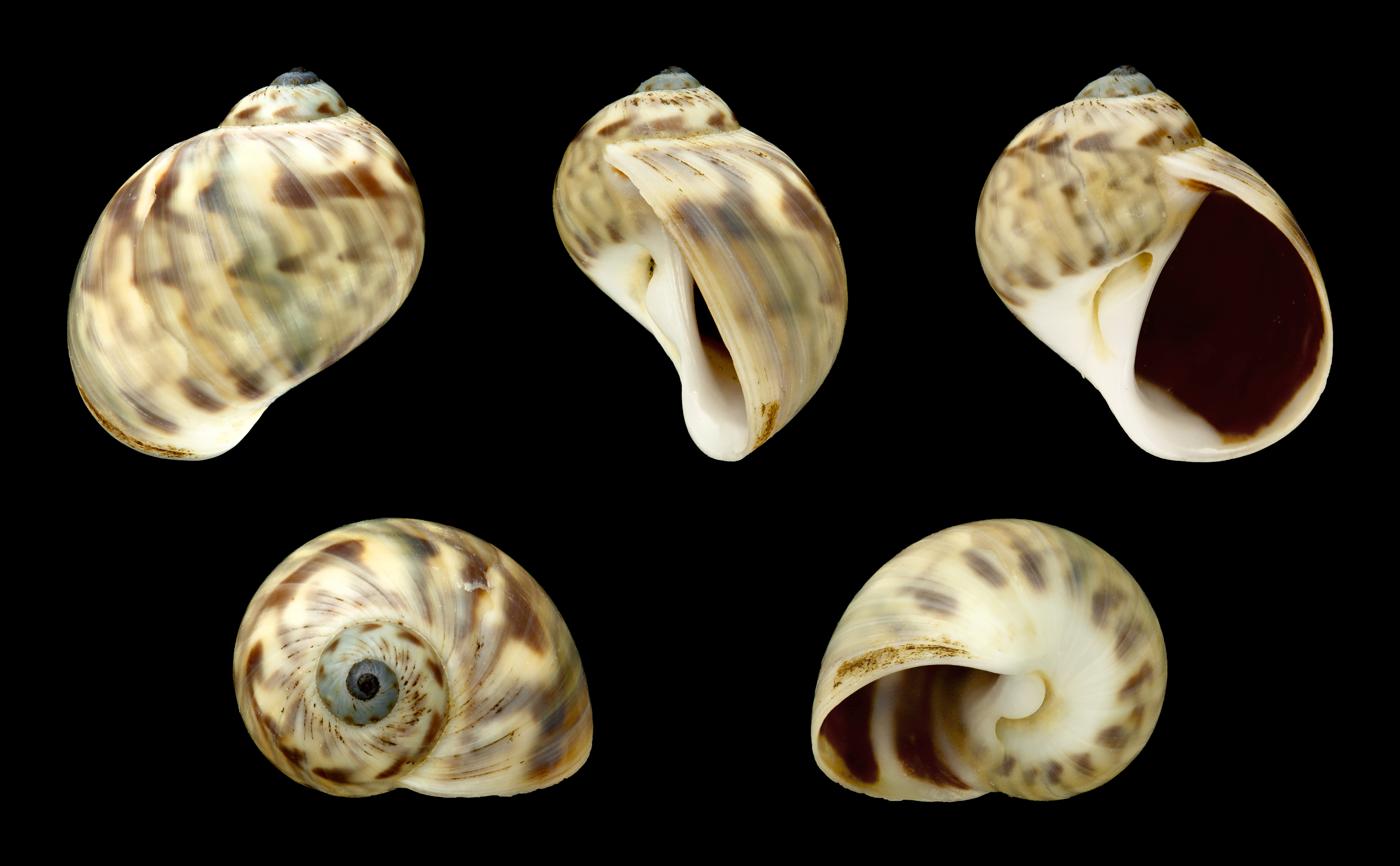
Notocochlis chemnitzii
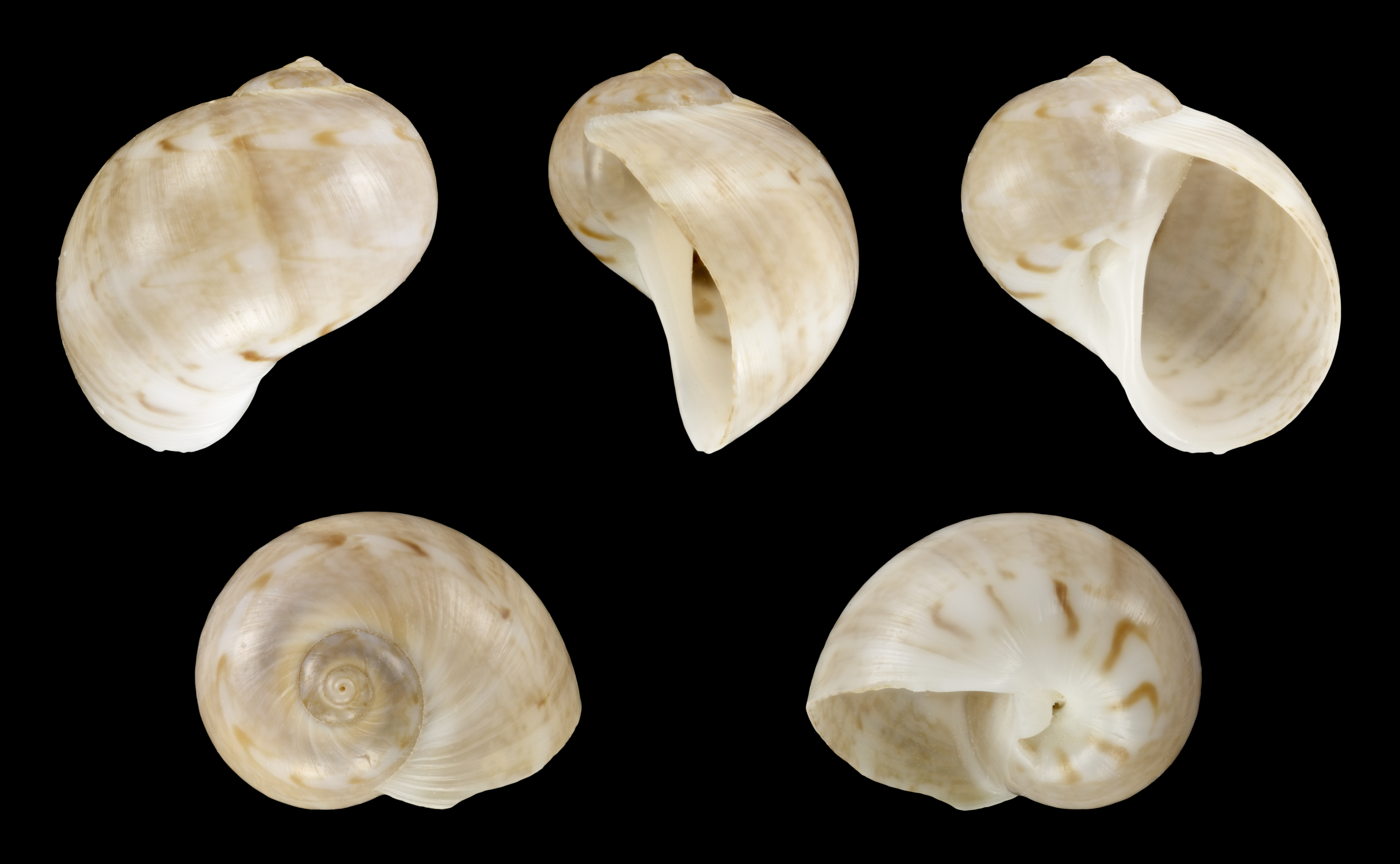
Notocochlis dillwynii
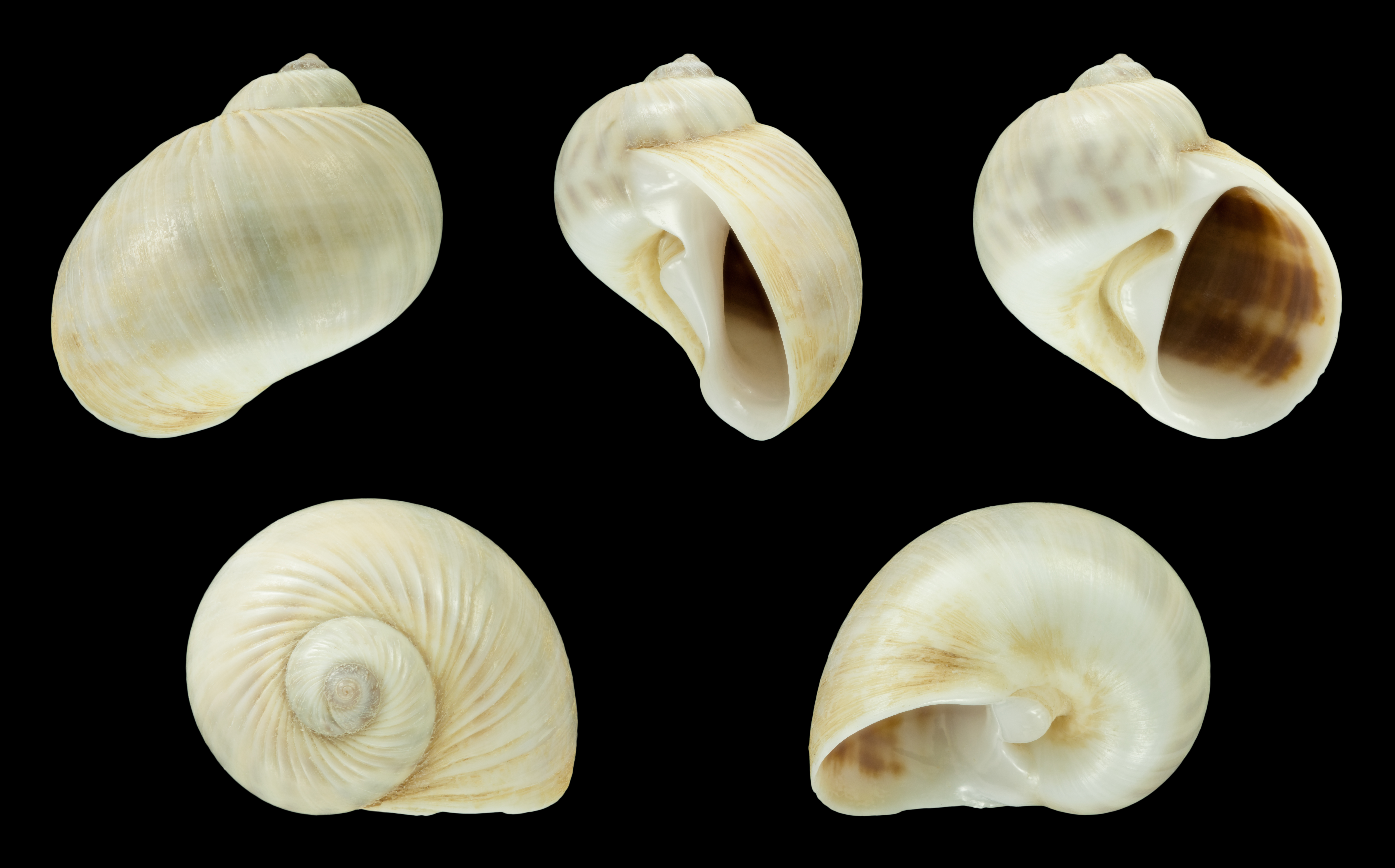
Notocochlis gualteriana
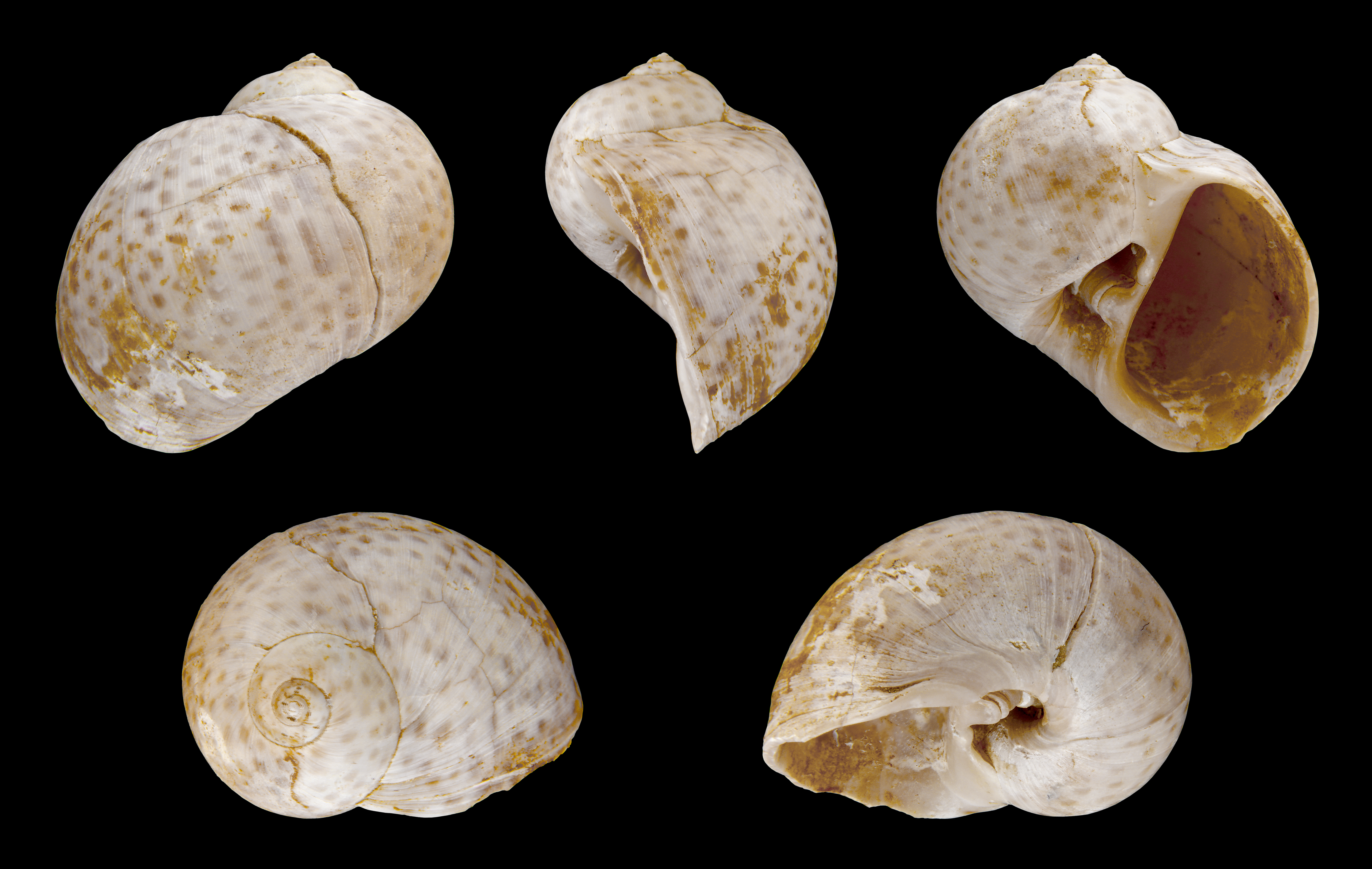
Notocochlis tigrina (fossil)
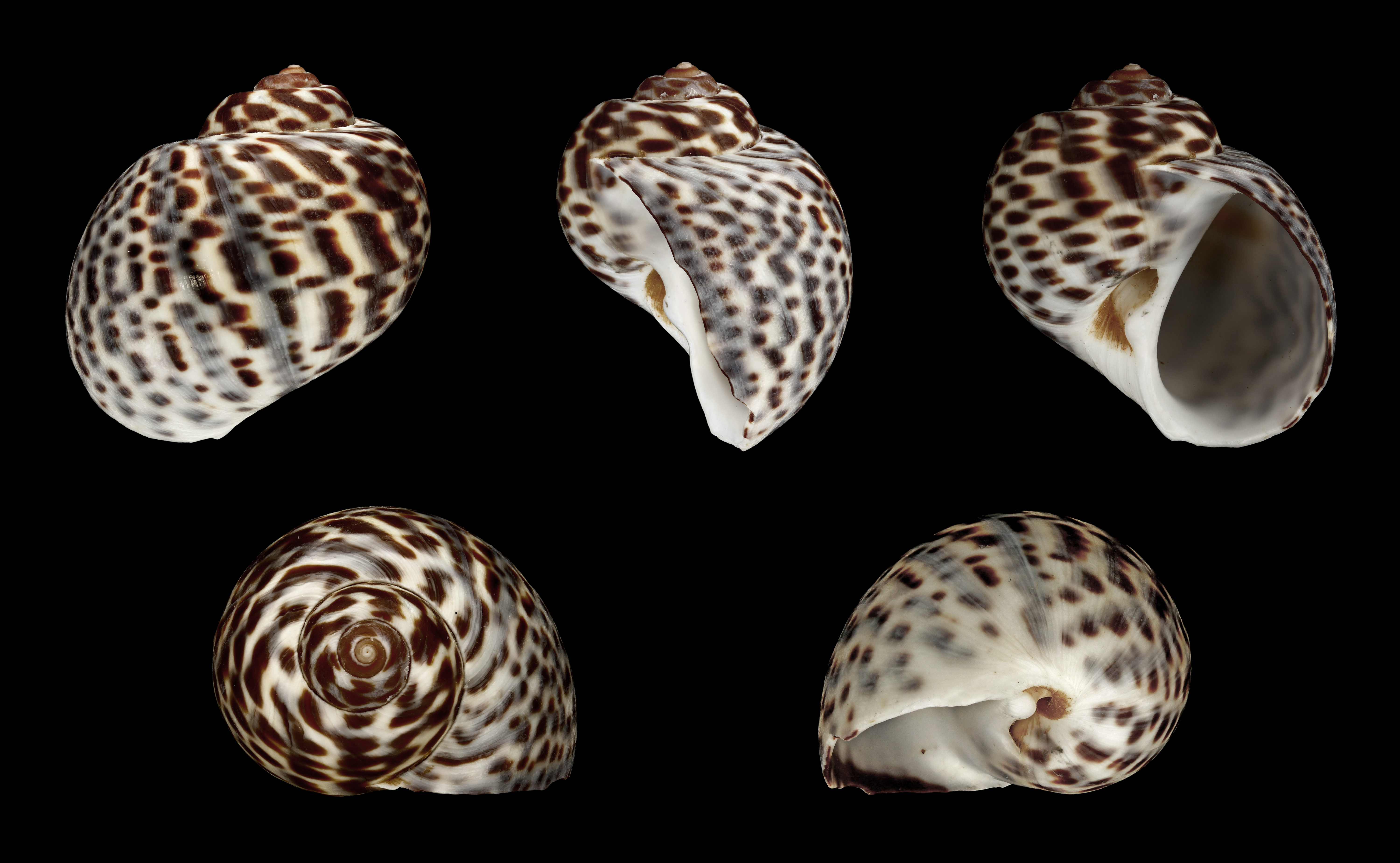
Notocochlis tigrina
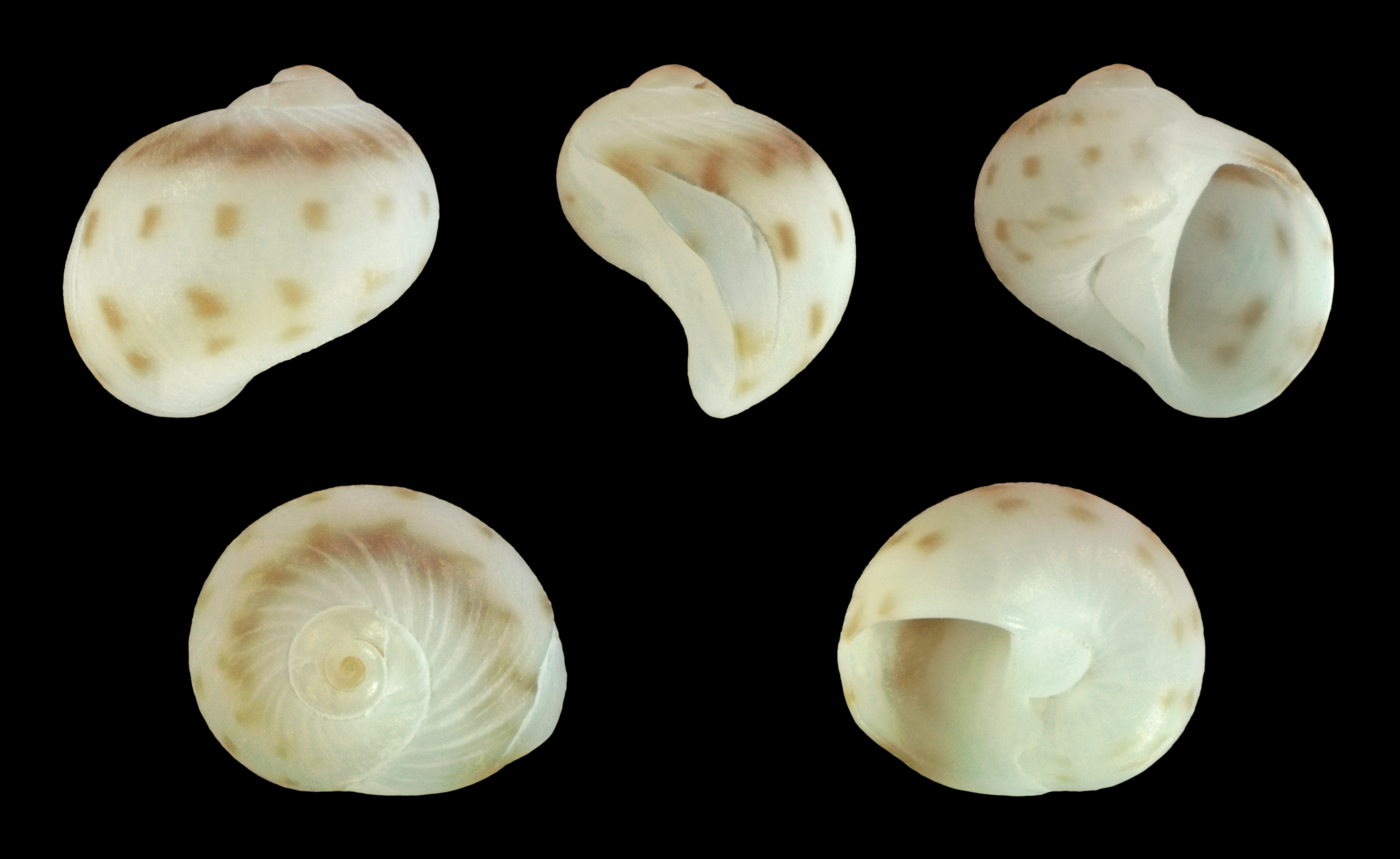
Notocochlis venustula

## Publication originale
- (en) A.W.B. Powell (d), « Notes on the taxonomy of the Recent Cymatiidae and Naticidae of New Zealand », Transactions of the New Zealand Institute, vol. 63,‎ 1933, p. 154–170 (lire en ligne, consulté le 19 janvier 2021).